# Ditanyè
Le Ditanyè (auch bekannt als Une seule nuit, „Eine einzige Nacht“ und L’Hymne de la victoire, „Die Hymne des Sieges“) ist die Nationalhymne von Burkina Faso (Westafrika). Der Text stammt vom ehemaligen Präsidenten Thomas Sankara, der Komponist ist Pater Réné Guigma. Die Hymne löste am 4. August 1984 die vorhergehende Nationalhymne Hymne Nationale Voltaïque ab, als im Zuge der Umbenennung des Landes von Obervolta in Burkina Faso die staatlichen Symbole geändert wurden.

## Text
1.
Contre la férule humiliante il y a déjà mille ans,

La rapacité venue de loin les asservir il y a cent ans.

Contre la cynique malice métamorphosée

En néocolonialisme et ses petits servants locaux

Beaucoup flanchèrent et certains résistèrent.

Mais les échecs, les succès, la sueur, le sang

Ont fortifié notre peuple courageux et fertilisé sa lutte héroïque.
Refrain:
Et une seule nuit a rassemblée en elle

L’histoire de tout un peuple.

Et une seule nuit a déclenché sa marche triomphale

Vers l’horizon du bonheur.

Une seule nuit a réconcilié notre peuple

Avec tous les peuples du monde,

A la conquête de la liberté et du progrès

La patrie ou la mort, nous vaincrons.
2.
Nourris à la source vive de la révolution,

Les engagés volontaires de la liberté et de la paix

Dans l’énergie nocturne et salutaire du 4 août

N’avaient pas que les armes à la main mais aussi et surtout

La flamme au coeur pour légitimement libérer

Le Faso à jamais des fers de tous ceux qui,

Cà et là en polluaient l’âme sucrée

De l’indépendance de la souveraineté
3.
Et séant désormais en sa dignité recouvrée

L’amour et l’honneur en partage avec l’humanité

Le peuple de Burkina chante un hymne à la victoire

A la gloire du travail libérateur, émancipateur

A bas l’exploitation de l’homme par l’homme,

Hé! en avant pour le bonheur de tout homme

Par tous les hommes aujourd’hui et demain

Par tous les hommes ici et pour toujours.
4.
Révolution populaire nôtre, sève nourricière

Maternité immortelle de progrès à visage d’homme

Foyer éternel de démocratie consensuelle

Où enfin l’identité nationale a droit de cité

Où pour toujours l’injustice perd ses quartiers

Et où des mains des bâtisseurs d’un monde radieux

Mûrissent partout les moissons des voeux patriotiques

Brillent les soleils infinis de joie.

## Übersetzung
1.
Gegen die erniedrigende Fessel durch tausend Jahre,

und die von ferne gekommene Raubgier, um sie durch hundert Jahre zu knechten.

Gegen die zynische Bosheit in der Gestalt

des Neokolonialismus und seiner kleinen Helfershelfer.

Viele steckten zurück, und gewisse andere haben widerstanden.

Aber die Enttäuschungen, die Erfolge, der Schweiß, das Blut

haben unsere mutigen Menschen gekräftigt und sie in ihrem heroischen Kampf bestärkt.
Refrain:
Und eine einzige Nacht hat auf sich vereint

die Geschichte eines ganzen Volkes.

Und eine einzige Nacht hat seinen triumphalen Marsch in Gang gesetzt

auf den Horizont des Glücks zu.

Eine einzige Nacht hat unser Volk vereinigt

mit allen Völkern der Erde

auf der Suche nach Freiheit und Fortschritt,

Vaterland oder Tod, wir werden siegen.